# Sideroforo
Con il nome di sideroforo si indica una piccola molecola con elevata affinità per il ferro e in grado di chelarlo efficacemente, prodotta generalmente da microrganismi, funghi e graminacee.
I siderofori sono tra i più forti agenti chelanti del Fe3+ conosciuti.

## La scarsità di ferro solubile
Il ferro è essenziale per quasi tutta la vita per processi come la respirazione cellulare e la sintesi del DNA. Nonostante sia uno degli elementi più abbondanti nella crosta terrestre, la biodisponibilità di ferro in molti ambienti, come il suolo o il mare è limitato dalla bassissima solubilità del ferro. Questo è lo stato predominante del ferro in ambienti acquosi, non acidi e ossigenati. Si accumula in fasi minerali comuni come gli ossidi e idrossidi di ferro (i minerali che sono responsabili per il colore rosso e giallo del suolo), quindi, non può essere facilmente utilizzato dagli organismi. I microbi rilasciano i siderofori utilizzando il ferro da questi minerali formando complessi Fe3+ che possono essere accettati dai meccanismi di trasporto attivo. Molti siderofori sono peptidi non ribosomiali, anche se molti sono biosintetizzati indipendentemente.
I siderofori sono anche importanti per alcuni batteri patogeni per la loro acquisizione di ferro. Nei mammiferi, il ferro è strettamente legato alle proteine come emoglobina, transferrina, lattoferrina e ferritina. La rigida omeostasi del ferro porta ad una concentrazione libera di circa 10−24 mol L−1, quindi non ci sono grandi pressioni evolutive su batteri patogeni per ottenere questo metallo. Ad esempio, l'agente patogeno antrace Bacillus anthracis  rilascia due siderofori, bacillibactina e petrobactina, per rimuovere il ferro ferrico dalle proteine. Mentre bacillibactina ha dimostrato di legarsi alla proteina del sistema immunitario siderocalina, petrobactina si presume che eluda il sistema immunitario e ha dimostrato di essere importante per la virulenza nei topi.
I siderofori sono tra i più forti leganti di Fe3+ conosciuti, e l'enterobactina uno di essi. A causa di questa proprietà, hanno attirato l'interesse della scienza medica nella terapia chelante metallica con il sideroforo deferoxamina B, guadagnando ampio utilizzo nei trattamenti per l'avvelenamento da ferro e per la talassemia.
Oltre ai siderofori, alcuni batteri patogeni producono proteine extracellulari, dette emofori, che possiedono un'alta affinità per l'eme legato alle eme proteine dell'organismo ospite (mioglobina, emoglobina, emopexina). La loro funzione è quella di sequestrare l'eme e di rilasciarlo a specifici recettori di membrana. Negli eucarioti, altre strategie per migliorare la solubilità del ferro e l'assorbimento sono l'acidificazione dell'ambiente circostante (ad esempio, utilizzato dalle radici delle piante) o la riduzione extracellulare del Fe3+ nel più solubile Fe2+.

## Struttura

Catecholate-iron complex

I siderofori di solito formano uno stabile, esadentato, ottaedrico complesso preferenzialmente con Fe3+ rispetto ad altri ioni metallici abbondanti presenti in natura. I siderofori più efficaci sono quelli che hanno tre ligandi bidentati per molecola, formando un complesso esadentato e causando una variazione entropica inferiore a quella causata da chelanti con un singolo ione ferrico con ligandi separati.